# 段力佩
段力佩（1907年—2003年3月8日），原名段立培，男，江苏金坛人，中国教育家。

## 生平
1929年毕业于江苏省立第一师范学校，后回家乡金坛县书院小学任教。1946年起先后任储能中学、缉槼中学（今市东中学）校长。
1950年任上海市育才中学校长。在任期间两次进行教改，“育才经验”在上海产生重大影响。1984年，段力佩成为10位由上海市政府命名的中小学名誉校长之一。
於1956年至1963年間担任新成区副区长、区政协副主席。此外他還曾擔任過第六屆全國政協委員、中國民主促進會第六、七屆中央常務委員、中国教育学会常务理事等職。
1996年段力佩90岁生日时，受到江泽民、吴邦国、徐匡迪、柳斌及赵朴初等人题词祝贺。2003年3月8日，段力佩因病逝世，享年97岁。

## 著作
著作有《段力佩教育论文集》，主编有《育才教改经验汇编》。